# Rotorua
Rotorua is een stad op het Noordereiland van Nieuw-Zeeland met circa 72.500 inwoners en ligt in een gebied met veel geothermische activiteit van vulkanische oorsprong. Aan die vulkanische activiteit dankt de stad haar toeristische traditie. In 2002 en 2006 werd Rotorua bekroond met de "New Zealand's Most Beautiful City Award" (beloning voor de mooiste stad van Nieuw-Zeeland). Het is dan wellicht volgens velen de mooiste stad van het land, maar het is ook de stad waar het altijd ontzettend stinkt naar rotte eieren (H2S) en zwaveldioxide (SO2).

## Geografie
Rotorua ligt noordelijk van het midden van het Noordereiland, 60 km ten zuiden van Tauranga en 105 km ten zuidoosten van Hamilton. Het is ontsloten door verschillende wegen, een (inmiddels niet meer voor personenvervoer in gebruik zijnde) spoorlijn en een vliegveld.
Het Rotoruameer is het grootste van een groep van 17 meren in het gebied, ontstaan in en rond de Rotoruacaldera (vergelijk het – veel grotere – Taupomeer, dat 82 km zuidwestelijk ligt). De stad Rotorua ligt aan de zuidelijke oever van het meer, in een gebied met zeer veel geothermische activiteit. Overal in de stad en wijde omgeving is dit te zien (en te ruiken) in de vorm van hete bronnen die een doordringende zwavellucht verspreiden.
Er zijn enkele grote geisers, waarvan de Pohutugeiser in Whakarewarewa, en de Lady Knoxgeiser in Wai-O-Tapu tot de bekendste behoren. Opmerkelijk zijn ook de modderbronnen, waaruit zwavelhoudende dampen onder permanent geborrel opstijgen. Op verschillende plaatsen, bijvoorbeeld in het stadspark zijn dergelijke bronnen te vinden. In de omgeving van Rotorua liggen een aantal gebieden waar de warme minerale bronnen fel gekleurde poelen en terrassen gevormd hebben. De bekendste daarvan waren de Witte en Roze Terrassen, die verloren zijn gegaan tijdens een grote uitbarsting van de vulkaan Tarawera op 10 juni 1886. Deze uitbarsting kostte 120 mensen het leven. Ook nu nog bestaan dergelijke gebieden met gekleurde poelen en terrassen, waarvan Wai-O-Tapu, met de Champagnepoel, en Orakei Korako, met zijn silicaat-terrassen, de bekendste zijn.
De geothermische activiteit in het gebied is het gevolg van het feit dat de stad in de buurt van het grensvlak van twee grote tektonische platen ligt, de Indo-Australische en de Pacifische. De Pacifische plaat wordt onder de Indo-Australische gedrukt en daardoor worden magmakamers gevormd, die aan de oppervlakte doorbreken in de vorm van vulkanische activiteit.

## Geschiedenis
De naam Rotorua betekent tweede meer in het Māori. Het was het tweede meer dat het Maoriopperhoofd Ihenga ontdekte. Ihenga kwam naar Aotearoa (de Maorinaam van Nieuw-Zeeland) met de waka (kano) Te Arawa.
De volledige naam luidt Rotorua-nui-a-Kahu, of Rotorua-nui-a-Kahumatamomoe. Kahumatamomoe was een oom van Ihenga. Ihenga wordt beschouwd als de stamvader van de Maori's van de Te Arawa iwi (stam), die het gebied als eerste mensen bevolkten. De eerste Pākehā (blanke) betrad rond 1830 het gebied.
In de jaren 60 van de 19e eeuw was Rotorua het toneel van schermutselingen tijdens de Nieuw-Zeelandse oorlogen.

### Maori's
Rotorua is het toneel van een van de grote liefdesgeschiedenissen in de traditie van de Maori's. De wonderschone Hinemoa leefde in een dorpje langs het meer. Op het eiland Mokoia woonde Tutanekai, een onwettige zoon van de vrouw van het stamhoofd. Tutanekai speelde elke avond op zijn fluit, om op die manier Hinemoa in haar kano de weg te wijzen. Maar de bewakers van Hinemoa verborgen alle kano's. Dus kon ze niets anders doen dan elke avond aan de oever van het meer zitten, en luisteren naar de lokroep van haar geliefde. Op een gegeven moment wist Hinemoa zes kalebassen te verschalken. Daarmee maakte ze een primitief vlot, en zwemmend achter dat vlot wist ze Mokoia en haar geliefde te bereiken.
De 19e eeuw bracht meer prozaïsche gebeurtenissen. In 1823 viel een Rangatira stamhoofd uit het noorden, Hongi Hika, de Bay of Plenty binnen. De Arawa's trokken zich terug op het eiland Mokoia, in het Rotoruameer. Daar hoopten ze buiten het bereik te blijven van de geweren, die Hongi Hika wel had, en zij (bijna) niet. Maar Hongi sleepte zijn waka (kano's) over land, en veroverde Mokoia. Zoals ook op andere plaatsen in Nieuw-Zeeland bood dit een goede voedingsbodem voor een missiepost, en later voor bescherming door de Engelse regering en het leger.

### Ohinemutu
Aan de rand van Ohinemutu werd in 1835 de eerste missiepost gebouwd. Er ontstond ook enige handel tussen Maori's en Europeanen. Het dorpje Ohinemutu lag aan de zuidelijke oever van het Rotoruameer, had veel warmwaterbronnen. Er woonden Maori's van de Ngati Wakauestam sinds de tijd van Ihenga. Rond 1870 waren de bronnen van het dorpje al welbekend en een attractie voor reizigers in de streek. Er verrezen enkele hotels. In de vroege jaren 80 werd een boekje gepubliceerd onder de titel “Te Newest Guide to the Hot Lakes” (de nieuwste gids voor de warme meren). De anonieme schrijver, die zichzelf omschreef als “een man die constant in het hete water zit”, maakte uitgebreid reclame voor “Kelly's Palace Hotel”. Zo poneerde hij dat dit hotel de drie beste minerale baden bood, zowel voor zieke als gezonde reizigers. Ook beval hij de koetsjes aan, en de boten om tochtjes op het meer te maken.
In Ohinemutu bevindt zich de in 1873 gebouwde Tamatekapua Marae. In de nabijheid ervan staat de kerk van St. Faith, gebouwd in 1910. In een raam dat uitkijkt over het meer, is een Jezusfiguur gegraveerd, die gehuld is in een Maorimantel. Hij lijkt over het water te lopen.

### Whakarewarewa
Whakarewarewa was een andere nederzetting met warmwaterbronnen. 

Over de vroegste geschiedenis van Whakarewarewa is weinig bekend. Waarschijnlijk hebben er verschillende stammen gewoond. In 1878 vestigden zich de Ngati Wahiao's er. In 1883 verdeelde de regering het dorp en het gebied met de hete bronnen eromheen tussen Ngati Wahiao's en Ngati Whakaue's. In 1885 werd een brug over de Puarenga Stream gebouwd. Voor die tijd moesten toeristen, die de warmwaterbronnen wilden bezoeken, bewoners van het dorp huren om hen met kano's over de stroom te brengen. Na de uitbarsting van de Tarawera in 1886 nam de thermische activiteit in Whakarewarewa toe. Verschillende vrouwen uit het dorp verdienden de kost met het rondleiden van toeristen.
In 1898 werden in de nabijheid van Whakarewarewa voor het eerst (exotische) bomen aangeplant. Deze aanplant zou uitgroeien tot het bekende Whakarewarewa Forest, met als kern “The Redwoods” (een gebied van 288 ha met kustmammoetbomen (Sequoia sempervirens).
In de eerste decennia van de 20e eeuw groeide het dorp gestaag. Zowel wat betreft belangstelling van (koninklijke) toeristen, als wat betreft bebouwing. Een groot aantal met houtsnijwerk verfraaide huizen werden gebouwd. Ook na de Tweede Wereldoorlog bleef Whakarewarewa een toeristische trekpleister. Heden ten dage is het dorp verdeeld in tweeën. Het ene deel is het eigenlijke Whakarewarewa. Hier wonen nog Ngati Wahiao's, die toeristen ontvangen en rondleiden, waarbij de heetwaterbronnen en geisers aandacht krijgen, maar ook kennisgemaakt kan worden met de cultuur van de Maori's. Het andere deel van Whakarewarewa is “Te Puia”. Hier is onder andere het “New Zealand Maori Arts and Crafts Institute” (Nieuw-Zeelands Instituut voor Maorikunst en Ambacht) gevestigd. Hier bevindt zich ook de Rotowhio Marae. En ook hier kunnen toeristen kennismaken met de geothermische wonderen en met de Maoricultuur.
Whakarewarewa heeft momenteel zeven actieve geisers. De grootste is de Pohutugeiser, die elk uur spuit.

### De Roze en Witte Terrassen
De eerste toeristische activiteit in het gebied ontstonden al vrij snel nadat het gebied, en haar vulkanische bijzonderheden, door Europeanen was ontdekt, in de jaren 40 van de 19e eeuw. Vooral de Roze en Witte Terrassen (“Pink and White Terraces”) trokken in de tweede helft van de 19e eeuw in toenemende mate de aandacht, en werden wel het “achtste wereldwonder” genoemd.
Otukapuarangi (Fontein van de bewolkte hemel) en Te Tarata (De getatoeëerde rots) in Māori waren beide silicaatterrassen, ontstaan door het langsstromen van heet water uit twee geisers aan de oever van Lake Rotomahana. Het mineraalrijke water had dikke silicaatlagen afgezet, waardoor terrassen ontstaan waren, die waterpoelen omsloten. Te Tarata, de Witte Terrassen waren de grootste en mooiste. Ze besloegen 30 ha en liepen over een afstand van 240m in een steeds breder wordende waaier zo'n 30 m omlaag. Otukapuarangi, de Roze Terrassen lagen 1,5 km verderop langs het meer. Ze waren 73 meter breed van boven en 23 meter aan de oever van het meer. Op deze terrassen gingen de mensen baden.
Het bezoek van de Duke of Edinburgh (hertog) in 1870 droeg aanzienlijk bij aan de populariteit. Er werden betere wegen aangelegd, waardoor de bereikbaarheid vergroot werd. Maar desondanks was het een hele onderneming om de terrassen te bereiken. Van Wairoa aan de oever van het Tarawerameer, moesten de toeristen met een kano naar de overkant varen, en dan weer te voet verder.
In de vroege ochtend van 10 juni 1886 verdwenen deze terrassen van het ene moment op het andere onder een dikke laag modder, roodgloeiende rotsen en wolken van zwarte as. De vulkaan Tarawere, 5 km noordelijk, was tot uitbarsting gekomen en vernietigde niet alleen de terrassen, maar eiste ook 150 mensenlevens en begroef verschillende dorpen.
Vanaf dat moment werden de hete bronnen van Rotorua de belangrijkste toeristische trekpleister, en ontwikkelde zich een kuuroord van internationale allure.

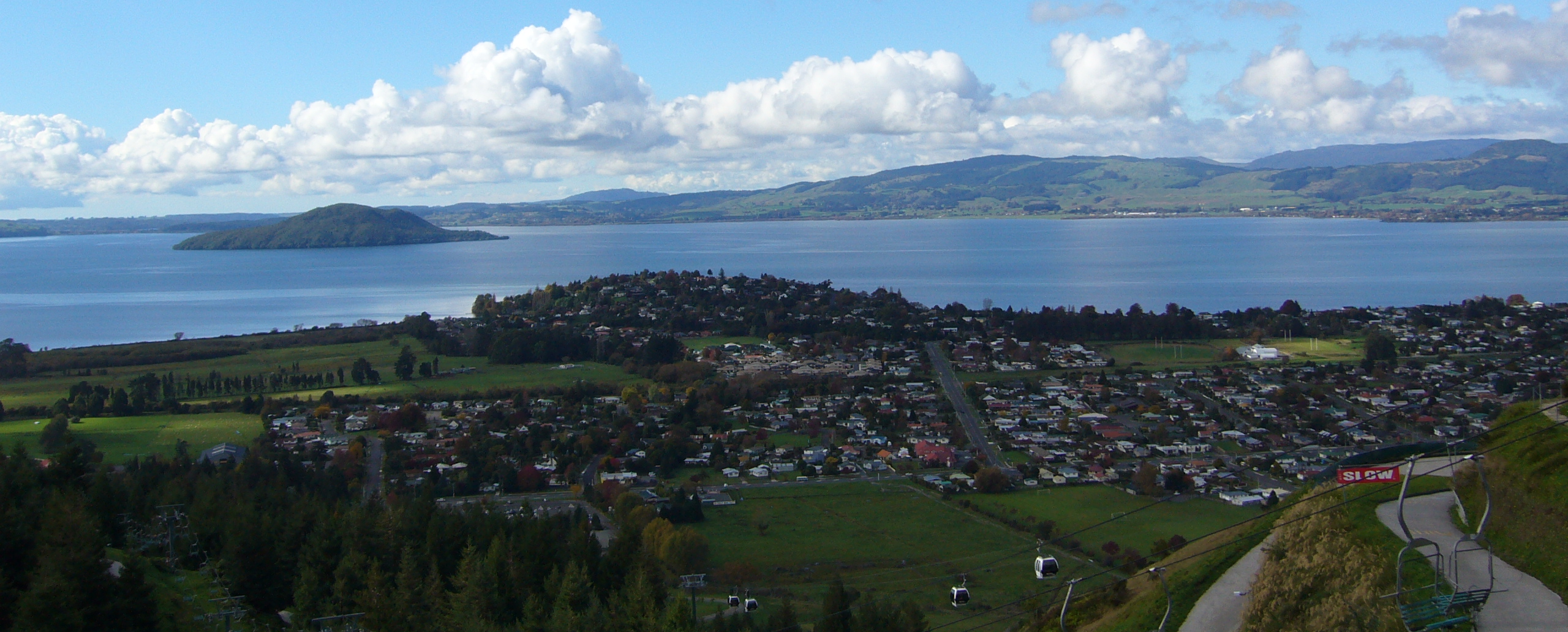
Het meer van Rotorua met het eiland en de stad

### 1880: Rotorua
Rotorua als stad is nog niet zo oud. Pas in 1880 nam de regering van Nieuw-Zeeland het besluit om de stad te bouwen. Bij de stichting van Rotorua streefde de regering er uitdrukkelijk naar van de stad een kuuroord te maken. De Regeringstuinen werden aangelegd, en de gebouwen erin, zoals het Badhuis (tegenwoordig: het Rotorua Museum) in neotudorstijl.
De Nieuw-Zeelandse regering riep als eerste ter wereld een speciaal “Department of Tourist and Health Resorts” (departement voor toerisme en kuuroorden) in het leven. Aan het begin van de 20e eeuw was dit departement volledig verantwoordelijk voor het bestuur van de stad. Pas in de jaren 20 werd het bestuur van de stad weer in handen gegeven van een door de burgers van de stad gekozen raad, maar ook toen werden nog twee leden door de regering benoemd. Dat zou tot in de jaren 50 duren.

## Geboren
- Temuera Morrison (1960), acteur
- Cliff Curtis (1968), acteur
- Manu Bennett (1969), acteur
- Valerie Adams (1984), atlete
- Clinton Avery (1987), wielrenner

## Voetnoten
1. ↑  Ell 1995, p. 11
2. ↑  Steele 1980, p. 13
3. ↑  Ell 1995, p. 9
4. ↑  Waaka 1980, p. 73-75
5. ↑  The Redwoods, www.rdc.govt.nz
6. ↑  Steele 1980, p. 21